# Méléagre (roi)
Pour les articles homonymes, voir Méléagre.
Méléagre  (grec ancien Μελέαγρος) est un roi de Macédoine qui règne en 279 av. J.-C. Il est le fils de Ptolémée Ier et d'Eurydice, fille d'Antipater.

## Biographie
Méléagre succède à son frère Ptolémée Kéraunos après que celui-ci trouve la mort face aux Celtes ; mais il est déposé au bout de deux mois par l'assemblée des Macédoniens qui le juge inapte à régner face au péril de l'invasion des Celtes. Il est provisoirement remplacé par Antipater II Étésias.